# نهشل بن حري
نَهْشَلُ بن حَرِّيٍّ بن ضَمْرَة النَّهشَلِي الدَّارِمِي التَّمِيمِي (توفي نحو 45 هـ / 665 م) هو شاعرٌ جاهليٌّ أدركَ الإسلام. عَدّهُ ابن سلام الجمحي شاعر من الطبقة الرابعة.
هو نهشل بن حري(نسبة إلى الحرة) بن ضمرة بن ضمرة بن جابر بن قطن بن نهشل، يرتفع نسبه إلى دارِم من تميم. وكان من خير بيوت بني دارم أسلم ولم ير النبي محمد، وكان مع علي في حروبه.

## نسبه
هو نهشل بن حري (نسبة إلى الحرة) بن ضمرة بن ضمرة بن جابر بن قطن بن نهشل بن دارم بن مالك بن حنظلة بن مالك بن زيد مناة بن تميم.
وقد نشأ أُسرةٍ شريفةٍ في السيادة والشعر، قال ابن سلام الجمحي: «نهشل بن حرى شَاعِر شرِيف مَشْهُور وَأَبوهُ حرى شَاعِر مَذْكُور وجده ضَمرَة بن ضَمرَة شرِيف فَارس شَاعِر بعيد الذّكر كَبِير الْأَمر وَأَبَوَاهُ ضَمرَة بن جَابر سيد ضخم الشّرف بعيد الذّكر وَأَبوهُ جَابر لَهُ ذكر وشهرة وَشرف وَأَبوهُ قطن لَهُ شرف وفعال وَذكر فِي الْعَرَب فهم سِتَّة كَمَا ذكرنَا لَا أعلم رهطا يتوالون توالي هَؤُلَاءِ».

## من شعره
ومن شعره قوله في مدح قومه بني نهشل ابن دارم:

وقال نهشل يرثي أخاه مالك بن حري، وهو المخوَّل:

## وصلات خارجية (ديوانه)
ديوان: نهشل بن حري النهشلي